# Hydrodynastes
Genre
Hydrodynastes est un genre de serpents de la famille des Dipsadidae.

## Répartition
Les espèces de ce genre se rencontrent en Amérique du Sud.

## Liste des espèces
Selon The Reptile Database (3 septembre 2013) :
- Hydrodynastes bicinctus (Herrmann, 1804)
- Hydrodynastes gigas (Duméril, Bibron & Duméril, 1854)
- Hydrodynastes melanogigas Franco, Fernandes & Bentim, 2007

## Publication originale
- Fitzinger, 1843 : Systema Reptilium, fasciculus primus, Amblyglossae. Braumüller et Seidel, Wien, p. 1-106. (texte intégral).